# إليزابيث بيركنز
إليزابيث بيركنز (بالإنجليزية: Elizabeth Perkins)‏ (ولدت في 18 نوفمبر 1960) هي ممثلة اميركية.

## النشأة
ولدت بيركنز في حي كوينز في مدينة نيويورك، ابنة جو وليامز، وهي مستشارة في العلاج من تعاطي المخدرات وعازفة بيانو، وجيمس بيركنز، وهو مزارع، وكاتب ورجل أعمال. وجديها من جهة الأب مهاجرين يونانيين من سالونيك قد غيروا اسم العائلة من «بيسبيريكوس» إلى «بيركنز» عندما هاجرا إلى الولايات المتحدة. وعاشت بيركنز في كولرين، ماساشوستس، والديها تطلقوا في عام 1963. بعد الانتهاء من الدراسة الثانوية في مدرسة نورثفيلد مونتن هيرمون أمضت ثلاث سنوات في شيكاغو في دراسة التمثيل في مدرسة الدراما غودمان الشهيرة.

## روابط خارجية
- إليزابيث بيركنز على موقع IMDb (الإنجليزية)
- إليزابيث بيركنز على موقع ألو سيني (الفرنسية)
- إليزابيث بيركنز على موقع ميوزك برينز (الإنجليزية)
- إليزابيث بيركنز على موقع تيرنر كلاسيك موفيز (الإنجليزية)
- إليزابيث بيركنز على موقع أول موفي (الإنجليزية)
- إليزابيث بيركنز على موقع قاعدة بيانات برودواي على الإنترنت (الإنجليزية)
- إليزابيث بيركنز على موقع قاعدة بيانات الأفلام السويدية (السويدية)
- إليزابيث بيركنز على موقع إن إن دي بي (الإنجليزية)
- إليزابيث بيركنز على موقع ديسكوغز (الإنجليزية)
- إليزابيث بيركنز على موقع قاعدة بيانات الفيلم (الإنجليزية)